# Horisont
Horisont war eine schwedische Hard-Rock-Band aus Göteborg.

## Bandgeschichte
Horisont wurde 2006 in Göteborg gegründet um die auch heute noch aktiven Mitglieder Axel Söderborg (Gesang), Charles van Loo (Gitarre), Pontus Jordan (Schlagzeug) und Magnus Delborg (Bass). Zusätzlich war Kristoffer Möller als zweiter Gitarrist Gründungsmitglied der Band. Der Bandname ist schwedisch für „Horizont“.
2009 wurde ihr Debütalbum Två sidor av horisonten über Crusher Records veröffentlicht. 2012 folgte das zweite Album Second Assault über Rise Above Records. Dort erschien außerdem das Drittwerk Time Warriors (2014) und Odyssey (2015). Bei letzterem ersetzte der ehemalige Church-of-Misery-Gitarrist Tom Sutton Gründungsmitglied Kristofer Möller. Anschließend wechselte die Band zum deutschen Label Century Media. Sutton verließ die Band und wurde durch David Kälin ersetzt.
2017 folgte das vierte Album About Time. Mit diesem gelang der Band auch erstmals der Einstieg in die deutschen sowie die schwedischen Albencharts. Auch mit ihrem fünften Album Sudden Death (2020) konnten sie die deutschen Charts erreichen.
Am 17. September 2021 gaben Horisont ihre Auflösung auf Facebook bekannt.

## Musikstil
Musikalisch spielt die Band Hard Rock beziehungsweise Proto-Metal, wie er typisch für die erste Phase Ende der 1960er, Anfang der 1970er war. Inspirationsquellen sind Bands wie Black Sabbath, Deep Purple, Cactus, Thin Lizzy, Uriah Heep und Judas Priest, sowie eher Blues-orientierte Bands wie Status Quo beziehungsweise progressivere wie Yes, Rush und Blue Oyster Cult. Mit ihrem Sound adaptierten sie einen Musikstil, der durch ähnliche Bands in Skandinavien wie The Devil’s Blood, Witchcraft oder Graveyard erneut popularisiert wurde.

## Diskografie

### Alben
- 2009: Två sidor av horisonten (Crusher Records)
- 2012: Second Assault (Rise Above Records)
- 2013: Time Warriors (Rise Above Records)
- 2015: Odyssey (Rise Above Records)
- 2017: About Time (Century Media)
- 2020: Sudden Death (Century Media)

### Singles
- 2013: Writing on the Wall (Rise Above Records)
- 2014: Break the Limit (Rise Above Records)